# Новосілки-Гостинні
Новосілки-Гостинні — село в Україні, в Рудківській міській громаді Самбірського району Львівської області. Населення становить 1311 осіб. Найближча водойма — річка Лачни.

## Історія
Першою друкованою згадкою про село вважається 1284 рік у привілеї князя Лева Даниловича під початковою назвою села Романівка. Забудова села починалася з городища, яке знаходилося в урочищі Селиська і було обнесене валом.
Поселення Романівка було зруйнувано внаслідок ординського нашестя[коли?], а вцілілі люди заснували північніше спаленого поселення нове, отримавши назву Новосілки-Гостинні. Єдиної думки про походження другої частини назви Гостинні в історичних джерелах немає.
Після нашестя ординців від села Романівка залишилась дерев'яна церква та дзвіниця. За легендою, церква вціліла через те, що на її стелі був зображений невеликий місяць.

## Населення
Населення Новосілок-Гостинних за Переписом населення 2024 року становило 1311 осіб.

### Мова
Розподіл населення за рідною мовою за даними перепису 2024 року.
| Мова       | Кількість | Відсоток |
| ---------- | --------- | -------- |
| українська | 1311      | 100 %    |
| Усього     | 1311      | 100 %    |

## Інфраструктура

### Культові споруди
Вперше церква у селі згадується в документах від 1578 року. Існуюча нині Церква Різдва Пресвятої Богородиці збудована у 1700 році, у 1912 році вона була відновлена. 21 вересня 1932 року було поблагословлено престіл Святого Серця Ісусового, який створив художник Іван Чиковський.
Церква являє собою тризрубний безверхий храм латинізованого типу, накритий двосхилим дахом, гребінь якого завершує ліхтар з маківкою. Будівля оточена невеликим піддашшям, до гранчастого вівтаря прибудовані ризниці. На північний-захід від храму стоїть дерев'яна двоярусна дзвіниця накрита шатровим дахом. Відомо, що на дерев'яну церкву виготовляється документація для включення святині до пам'яток сакральної архітектури й взяття її під охорону.
Поруч зі старою церквою збудовано новий храм Різдва Пресвятої Богородиці, але стара церква збережена та використовується.

### Пам'ятники
- Пам'ятники героям УПА, УГА і воїнам Другої світової війни — створені в часи незалежної України[коли?].
- Пам'ятник селу Романівка — знаходиться на пасовищі, де колись знаходилось село. На місці приблизного розташування встановлено дерев'яний хрест з пам'ятною табличкою та клумбою.

### Заклади культури
- Народний дім — розташований біля ставка майже в центрі села. Будівля зведена за часів Радянського Союзу, ззовні сірого кольору. Всередні сцена, зал і музей. На подвір'ї розташовано спортивний майданчик.
- Бібліотека — розташована у будівлі народного дому. Має дві кімнати з розділенням на дитячу та дорослу бібліотеки.

## Відомі уродженці
- Іван Іванець (1893—1946) — український художник, редактор, видавець, фотограф;
- Петро Стахевич (1858—1938) — польський живописець, ілюстратор.
- Роман Вантух (1998) — український футболіст, лівий захисник луганської «Зорі».

## Галерея

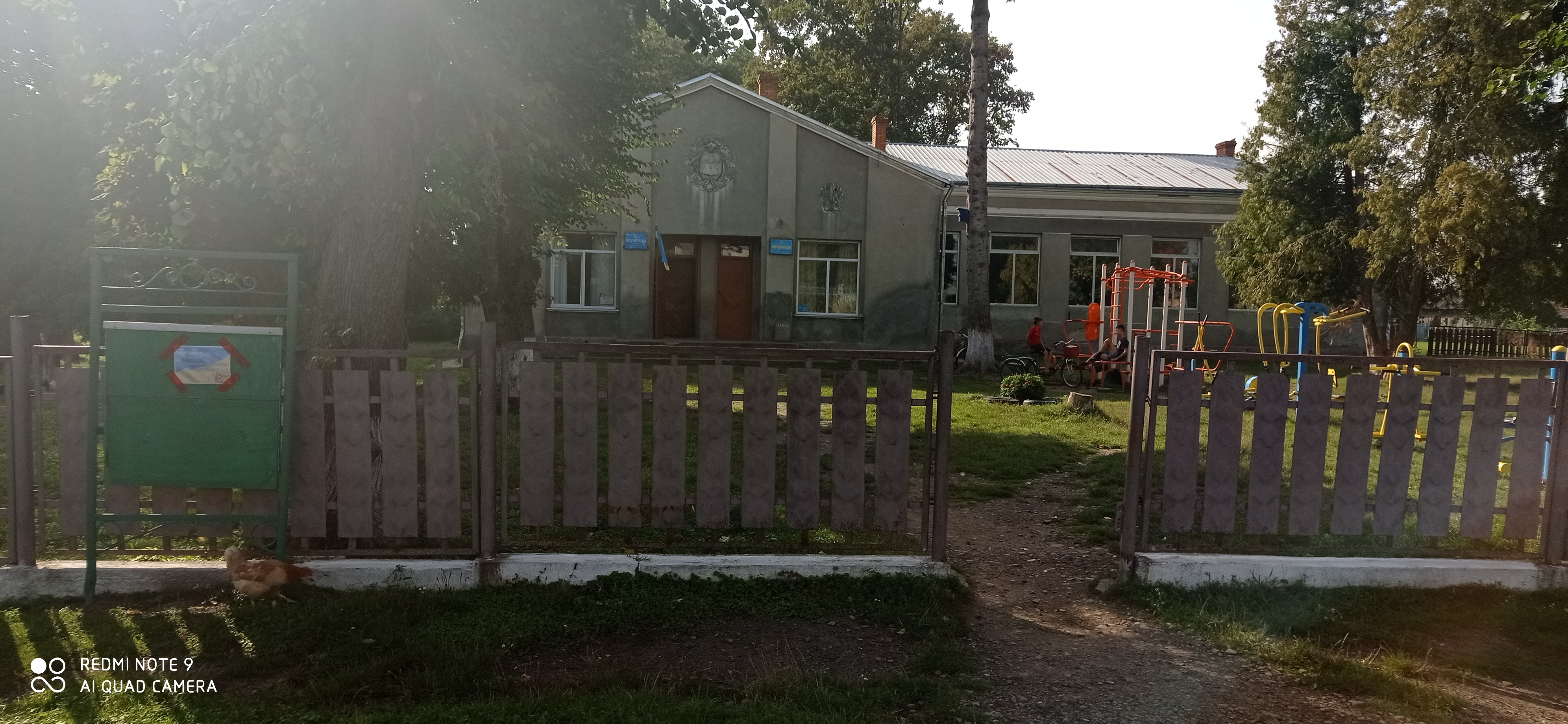
Народний дім
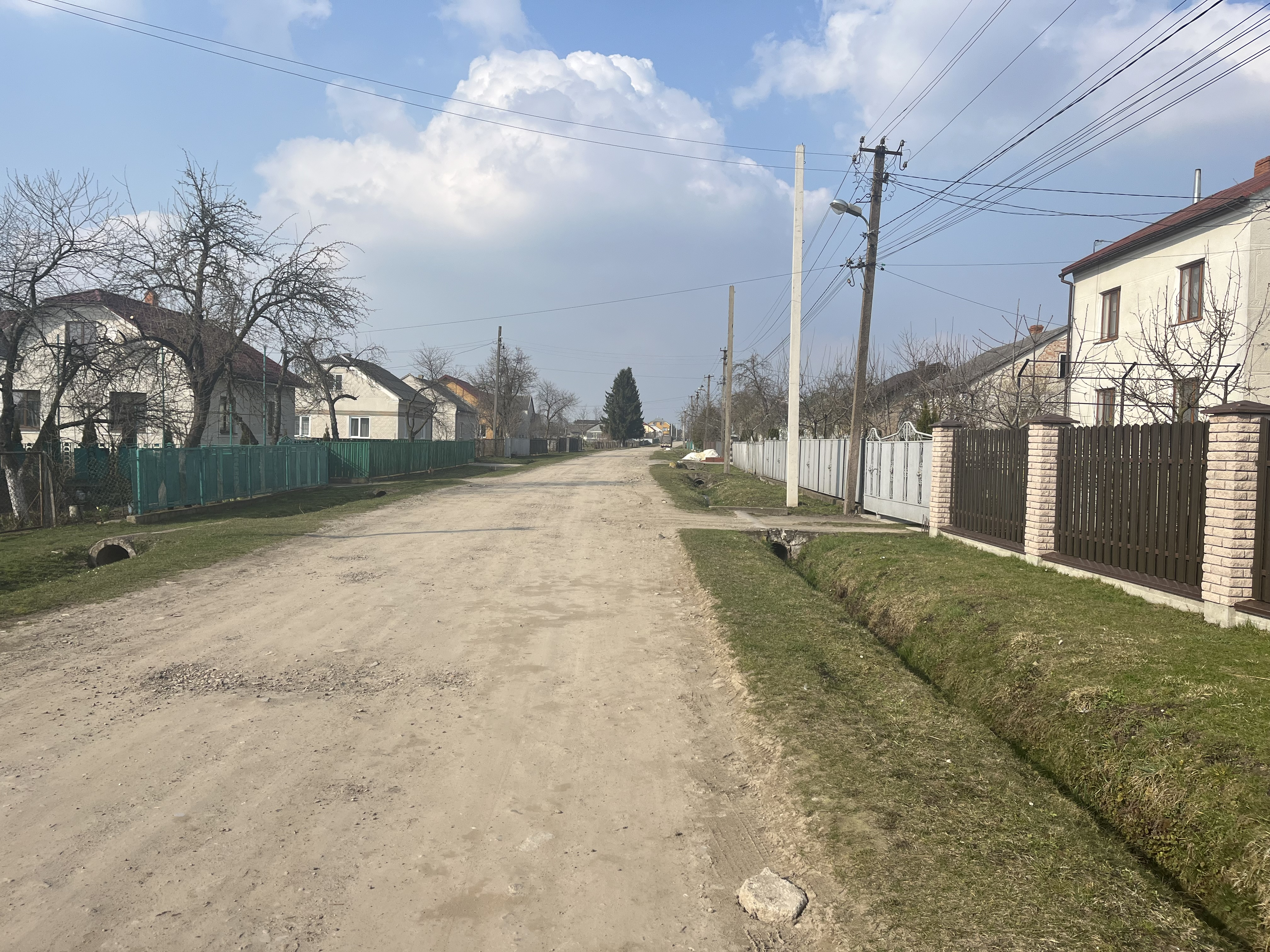
Нова вулиця у селі Новосілки-Гостинні
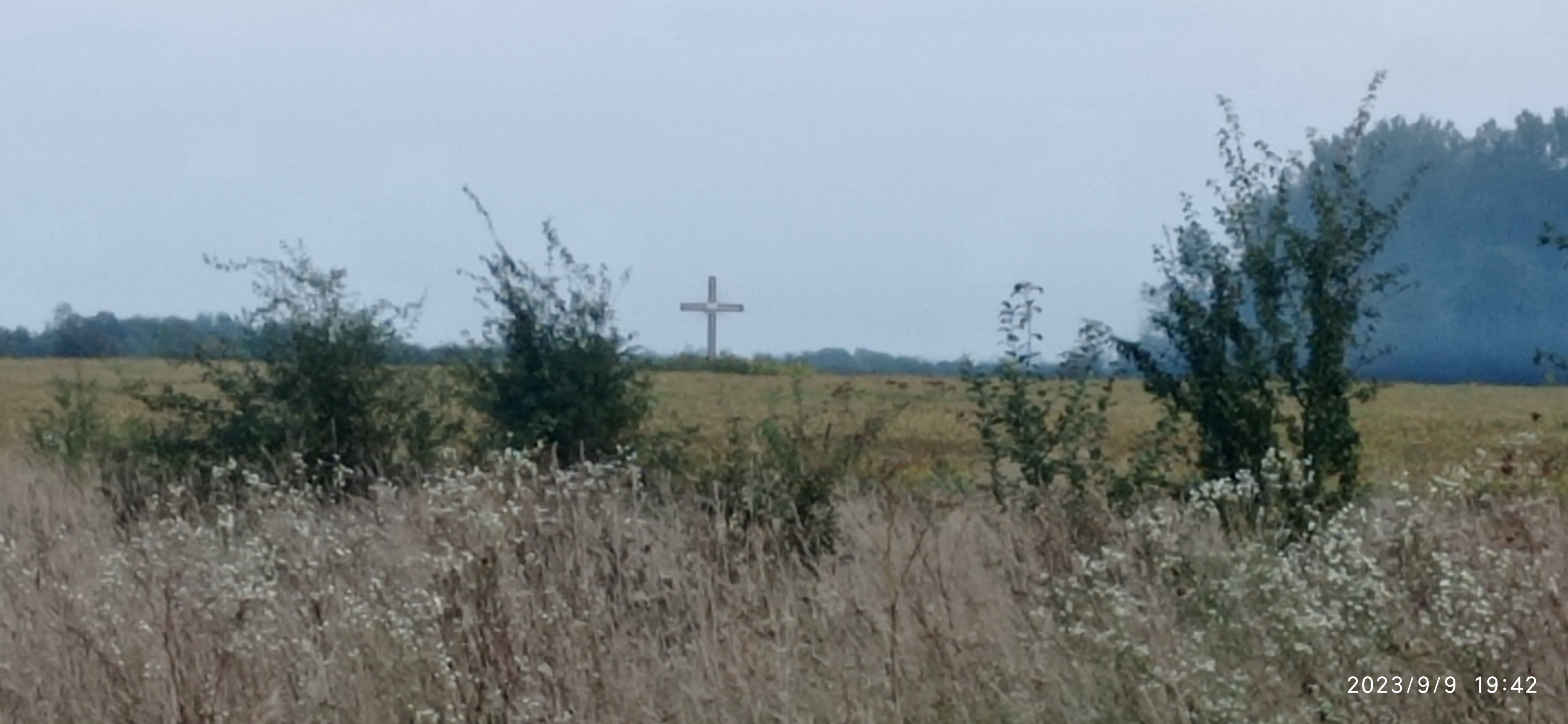
Пам'ятний хрест
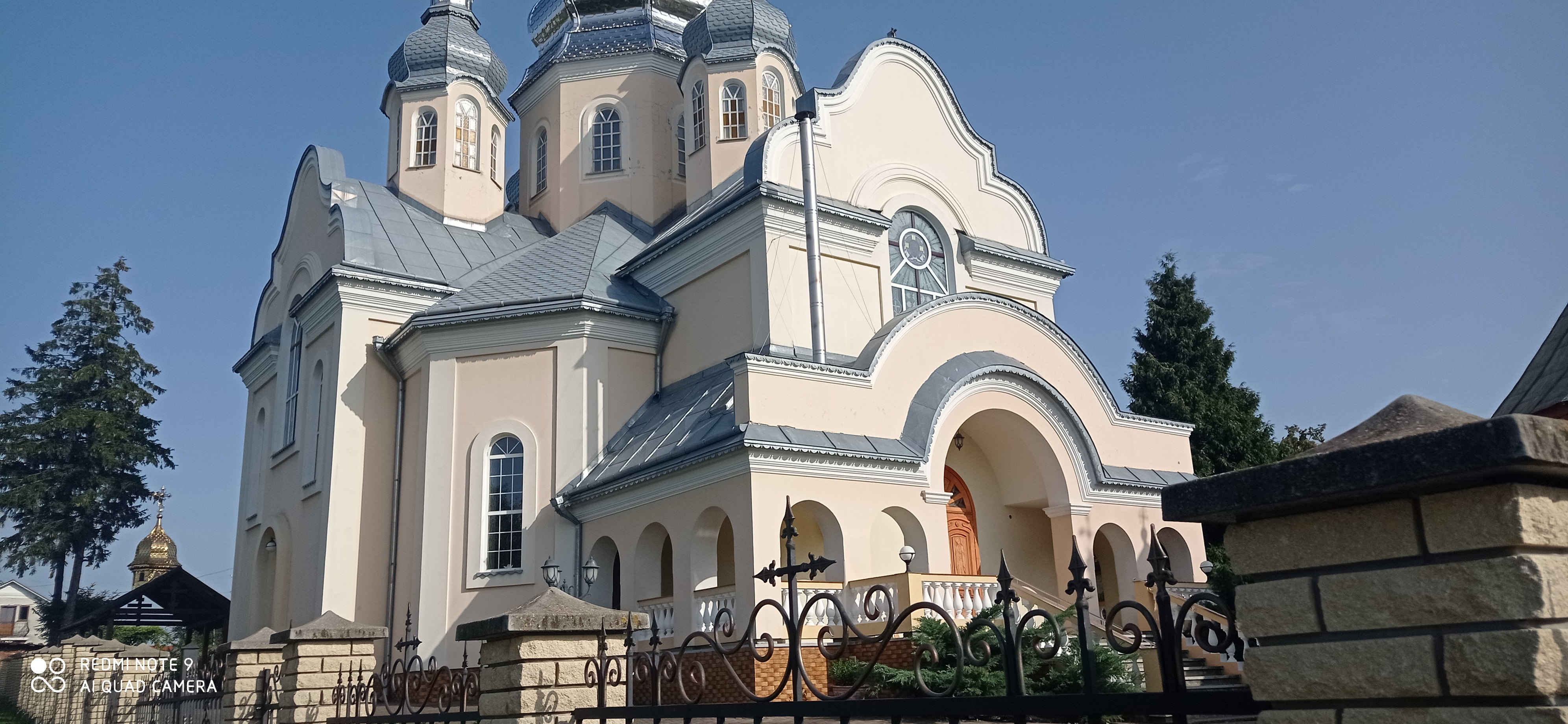
Церква Різдва Пресвятої Богородиці ПЦУ
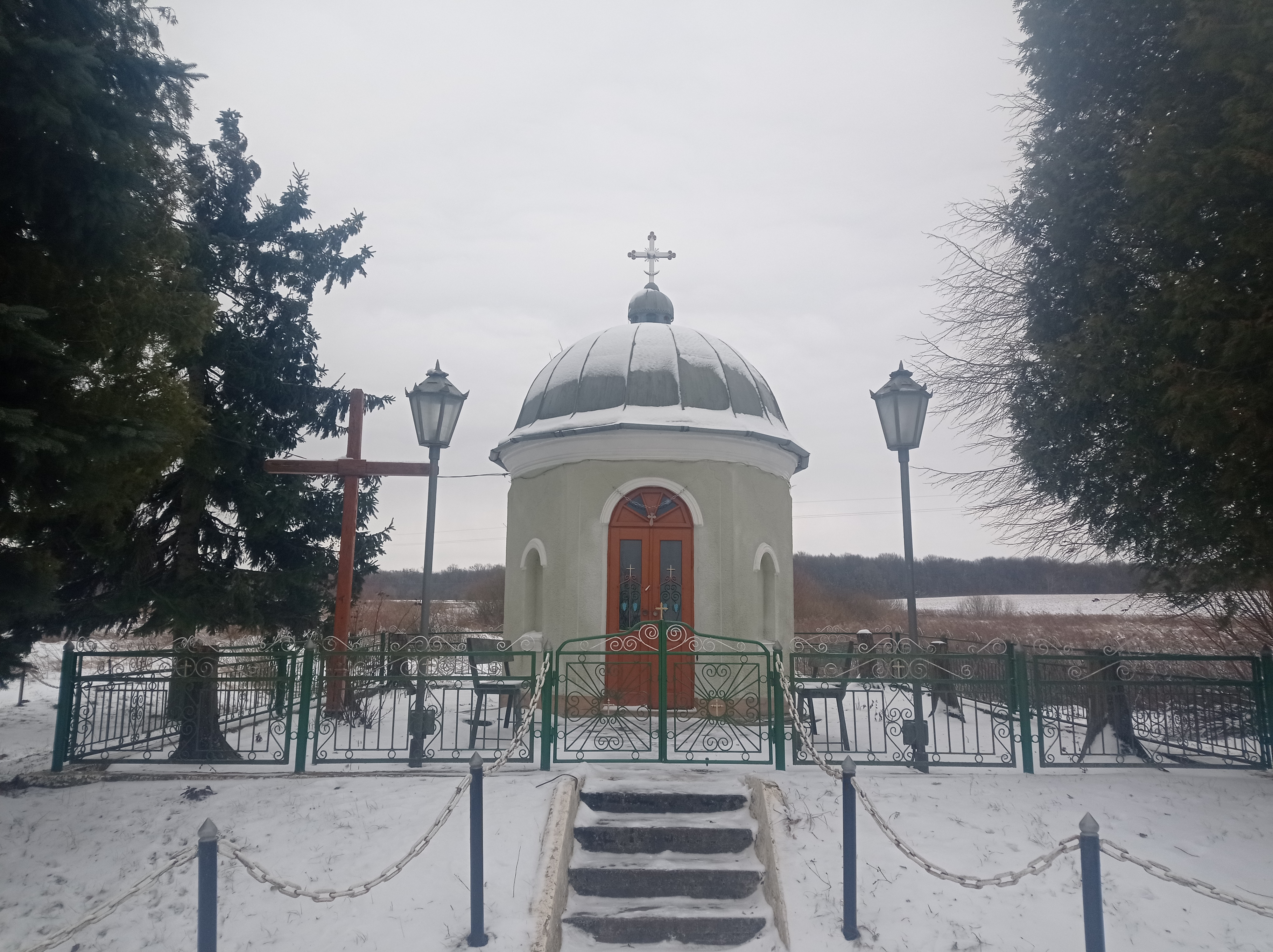
Каплиця Різдва Пресвятої Богородиці
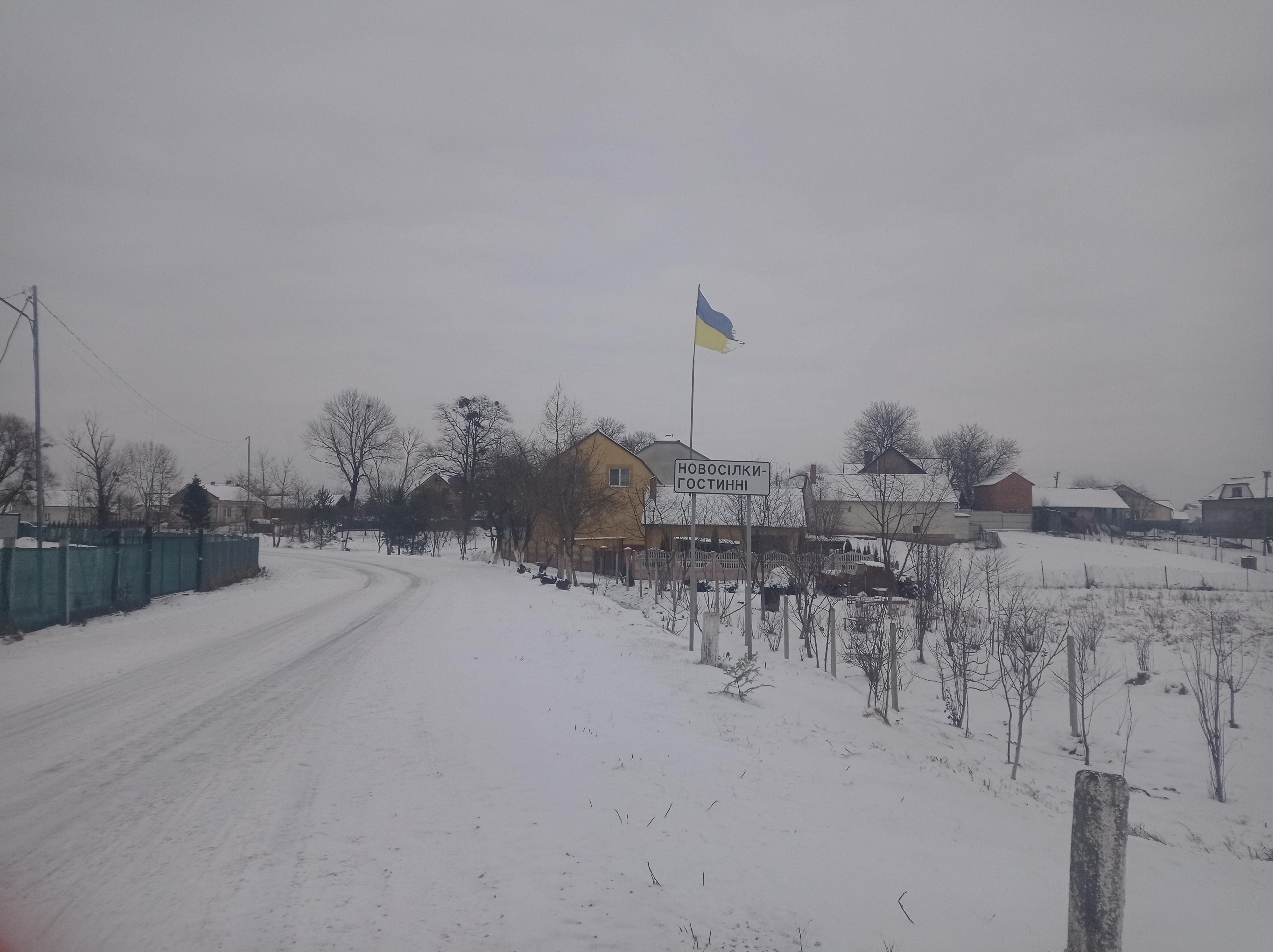
В'зд в село з сторони колгоспу